# Lippmann (Familienname)
Lippmann ist ein deutscher Familienname.

## Namensträger
- Albert Lippmann, französischer Tennisspieler
- Alexandre Lippmann (1881–1960), französischer Degenfechter
- Arno Lippmann (1890–1946), deutscher SS-Obersturmführer, Lagerführer zweier KZ-Außenlager bei Kaufering
- Bernard Lippmann (1915–1988), US-amerikanischer Physiker
- Bruno Lippmann (1896–1978), deutscher Lehrer, Ortschronist und Heimatforscher
- Eberhard Lippmann (Politiker) (* 1939), deutscher Politiker (CDU), MdL Sachsen
- Eberhard Lippmann (Fußballspieler) (* 1952), deutscher Fußballspieler
- Edmund Oskar von Lippmann (1857–1940), deutscher Chemiker, Zuckertechnologe und Wissenschaftshistoriker
- Eric Lippmann, Psychologe, Sachbuchautor und Hochschullehrer
- Frank Lippmann (* 1961), deutscher Fußballspieler
- Frieder Lippmann (1936–2023), deutscher Politiker (SPD)
- Friedrich Lippmann (Kunsthistoriker) (1838–1903), deutscher Kunsthistoriker
- Friedrich Lippmann (Geologe) (1928–1998), deutscher Geologe und Mineraloge
- Friedrich Lippmann (Musikwissenschaftler) (1932–2019), deutscher Musikwissenschaftler
- Gabriel Lippmann (1845–1921), französischer Physiker
- Günter Lippmann (1936–2020), deutscher Dokumentarfilmregisseur
- Gunter Lippmann (1948–2013), deutscher Fußballspieler
- Hanns Lippmann (1890–1929), deutscher Filmproduzent und Produktionsleiter der Stummfilmzeit
- Hans Lippmann (1928–2007), deutscher Physiker und Hochschullehrer
- Heidi Lippmann (* 1956), deutsche Politikerin (Bündnis 90/Die Grünen, PDS)
- Heiko Lippmann (* 1966), deutscher Musiker, Dirigent, Komponist und Arrangeur
- Heinz Lippmann (1921–1974), deutscher Publizist
- Holger Lippmann (* 1960), deutscher bildender Künstler
- Horst Lippmann (Musiker) (1927–1997), deutscher Jazzmusiker und Konzertveranstalter
- Horst Lippmann (Mathematiker) (1931–2008), deutscher Mathematiker
- Jérémie Lippmann (* 1979), französischer Schauspieler, Theater- und Filmregisseur
- Johannes Lippmann (1858–1935), deutscher Maler und Lithograf
- Julius Lippmann (1864–1934), deutscher Jurist und Politiker (DDP)
- Karl Lippmann (Reichsanwalt) (1839–1915), deutscher Reichsanwalt und Reichsgerichtsrat
- Karl Lippmann (Jurist) (1885–1946), deutscher Verwaltungsjurist und Bezirksoberamtmann in Schongau
- Karl Friedrich Lippmann (1883–1957), deutscher Maler
- Karsten Lippmann (* 1958), deutscher Schwimmer
- Laura Lippmann (* 1989), deutsche Schauspielerin
- Leo Lippmann (1881–1943), deutscher Jurist und Staatsrat in der Hamburger Finanzbehörde
- Léontine Lippmann (1844–1910), Pariser Salonnière
- Lorna Lippmann (1921–2004), australische Menschenrechtlerin und Autorin
- Louisa Lippmann (* 1994), deutsche Volleyballspielerin
- Martina Lippmann-Ruch (1885–1971), österreichische Malerin und Entwurfzeichnerin
- Max Lippmann (1906–1966), deutscher Politiker, hessischer Landtagsabgeordneter
- Mila Lippmann-Pawlowski (1912–1999), deutsche Blumen- und Tier-Malerin
- Susanne Lippmann (* 1961), deutsche Politikerin, Oberbürgermeisterin von Hameln
- Thomas Lippmann (* 1961), deutscher Gewerkschafter und Politiker
- Valentin Lippmann (* 1991), deutscher Politiker (Bündnis 90/Die Grünen)
- Volker Lippmann (* 1952), deutscher Schauspieler und Regisseur
- Walter Lippmann (1889–1974), US-amerikanischer Schriftsteller und Journalist
- Walter Lippmann (Jurist) (1895–1986), deutscher Jurist

Siehe auch:
- Lipman
- Lippman
- Lipmann
- Liepmann